# Estany Europa
L'estany Europa és una zona humida localitzada al municipi de Castelló d'Empúries.
És una de les zones humides creades pel Parc natural. Representa la darrera fase de tractament de les aigües que provenen de la depuradora d'Empuriabrava, instal·lada en terrenys del Parc. Es tracta d'un sistema d'aiguamolls dissenyat i construït per eliminar els nutrients en excés de les aigües de la depuradora. Funciona des de l'any 1998 i, més concretament, es tracta de tres cel·les de 160 x 50 m i una fondària mitjana de 0,5 m per les quals l'aigua circula d'un extrem a l'altre a través de macròfits (balca, canyís). Al final del recorregut l'aigua es troba amb una llacuna (estany Europa) de poca fondària (0,2 m) i 4,5 ha de superfície.
Pel que fa a la vegetació s'hi localitzen macròfits com la balca o el canyís, hidròfits com Zannichellia palustris, Najas minor o el jonc marí (Scirpus maritimus) i algues filamentoses (Cladoforals).
El fet de mantenir un nivell d'inundació força constant possibilita que aquest espai sigui molt utilitzat per part dels ocells
durant els mesos d'estiu. Espècies com el flamenc (Phoenicopterus ruber) o la siseta cendrosa (Xenus cinereus) s'han observat en aquest espai. S'hi detecta també la presència de la tortuga de rierol (Mauremys leprosa).
L'espai forma part del Parc Natural dels Aiguamolls de l'Empordà i s'inclou també dins l'espai del PEIN i la Xarxa Natura 2000 ES0000019 "Aiguamolls de l'Empordà".